# NK Imotski
NK Imotski je nogometni klub iz Imotskog. U sezoni 2023./24. se natječe u 1. ŽNL Splitsko-dalmatinska.

## Povijest
Nogometni klub Imotski je osnovan na Krvavi Uskrs, 31. ožujka 1991. godine, na dan pogibije Josipa Jovića na Plitvicama. Prvi predsjednik kluba bio je Ante Đuka – Kris. Ipak, klub je sljedbenik Mladosti iz Prološca osnovane 1974. godine, kasnije nazvane Imotska krajina. Imotski je s Imotskom krajinom u sezoni 2001./2002. zamijenio trećeligaški razred natjecanja drugoligaškim, jer Proložani nisu imali dovoljno novca za taj nivo natjecanja. U trenutku preuzimanja klub se nalazio na posljednjem mjestu ljestvice, kasnio 14 bodova za NK Žminjom te se oporavio do kraja sezone.
Najteže je bilo upravo 2002. godine, kada se Imotski borio za opstanak u 2. HNL. Tada je klub uspio, nakon što ga je preuzeo Marinko Boban, u 15 kola sustići prednost Žminja od 14 bodova.
U sezoni 2011./2012. klub je ostvario najviši plasman u povijesti, 5. mjesto u 2. HNL. Sezonu kasnije ispao je u 3. HNL – Jug, ali je osvojio županijski kup, te se kvalificirao u pretkolo Hrvatskog nogometnog kupa.

### Poredak po sezonama
- 4. rang HNL-a 1992./93.
- 4. rang HNL-a 1993./94.
- 3. HNL 1994./95.
- 3. HNL 1995./96.
- 3. HNL 1996./97.
- 3. HNL 1997./98.
- 3. HNL – Jug 1998./99.
- 3. HNL – Jug 1999./2000.
- 4. rang HNL-a 2000./01.
- 2. HNL 2001./02.
- 3. HNL 2001./02.
- 2. HNL 2002./03.
- 2. HNL 2003./04.
- 2. HNL 2004./05.
- 2. HNL 2005./06.
- 2. HNL 2006./07.
- 2. HNL 2007./08.
- 2. HNL 2008./09.
- 2. HNL 2009./10.
- 2. HNL 2010./11.
- 2. HNL 2011./12.
- 2. HNL 2012./13.
- 3. HNL – Jug 2013./14.
- 2. HNL 2014./15.
- 2. HNL 2015./16.
- 2. HNL 2016./17.
- 3. HNL – Jug 2017./18.
- 3. HNL – Jug 2018./19.
- 1. ŽNL Splitsko-dalmatinska 2019./20.
- 1. ŽNL Splitsko-dalmatinska 2020./21.
- 1. ŽNL Splitsko-dalmatinska 2021./22.
- 1. ŽNL Splitsko-dalmatinska 2022./23.
- 1. ŽNL Splitsko-dalmatinska 2023./24.

## Stadion
Gospin dolac naziv je dobio po zavjetnoj crkvici Gospe od Anđela koja se nalazi u njegovoj blizini. Nalazi se u vrtači podno imotske kule Topane, s koje se nakon oslobođenja od Turaka dometom topa određivala granica između Hrvatske, u to vrijeme u okviru Habsburške monarhije i Osmanlijskog Carstva.
Po prvobitnim je planovima trebao biti izgrađen za potrebe Mediteranskih igara u Splitu 1979. godine, ali gradnja je počela tek 1987. i trajala je dvije godine. Posebno zdanje kapaciteta je 3500 sjedećih mjesta.

## Grb
Grb NK Imotskog sastoji se od hrvatskoga šahovskog grba unutar koje se nalazi tvrđava Topana, koja asocira na grad Imotski. Šahovski grb i Topana su obavijeni bijelom kružnicom u kojoj piše nogometni klub Imotski. 

## Športska oprema
Igrači Nogometnog kluba Imotski nose crvene domaće i crne gostujuće dresove marke Perun.

## Navijači
Navijači nogometnog kluba Imotski su Galantari. Naziv su dobili po Matanu i ostalim Galantarima iz popularne serije "Prosjaci i sinovi". Već desetak godina prate klub te su službeno organizirani kao Udruga građana.

## Poznati igrači
- Romano Obilinović
- Kristijan Jakić
- Sandro Tomić (potpisao za klub 2008.)[1]
- Ante Rebić
- Luka Kukić (Vratar)
- Filip Faletar
- Ante Majstorović
- Petar Šuto
- Ante Aračić
- Marko Zelenika

## Poznati treneri
Poznati igrači i treneri koji su bili trenerima u NK Imotskom.
- Vjeran Simunić
- Ivo Ištuk
- Davor Mladina
- Stanko Mršić
- Anel Karabeg
- Stipe Balajić

## Vanjske poveznice
- Službene stranice NK Imotski
- Službena stranica GZG-a  Arhivirana inačica izvorne stranice od 27. siječnja 2010. (Wayback Machine) (Više nije u funkciji)